# Cervicobraquialgia
Cervicobraquialgia es un síndrome clínico caracterizado por dolor que se origina en la región cervical y se irradia hacia uno o ambos miembros superiores, siguiendo el trayecto de una o más raíces nerviosas cervicales. Puede acompañarse de otros síntomas neurológicos como hormigueo, adormecimiento (parestesias), debilidad muscular (paresia) o hipoestesia, en función del grado y localización de la afectación nerviosa.

## Etiología
Las causas más frecuentes incluyen hernias discales cervicales, degeneración de los discos intervertebrales (espondilosis) y degeneración de las articulaciones. También pueden producirla tumores como neurinomas o tumores de Pancoast, procesos inflamatorios o infecciones. Las raíces nerviosas más comúnmente afectadas son las cervicales 6-7 (C6 y C7), debido a su mayor movilidad y desgaste mecánico.

## Diagnóstico
El diagnóstico requiere una evaluación clínica detallada que incluya la historia del paciente, exploración neurológica y pruebas complementarias. Las herramientas más utilizadas son la resonancia magnética, el electromiograma (EMG) y la tomografía computarizada mielográfica (mielo-TAC), que permiten visualizar compresiones o daños estructurales en las raíces nerviosas.

## Tratamiento
El tratamiento puede ser conservador o quirúrgico, dependiendo del origen y gravedad del cuadro. Las medidas conservadoras incluyen el uso de antiinflamatorios no esteroideos (AINE), relajantes musculares, fisioterapia, y técnicas intervencionistas como bloqueos epidurales de esteroides. En casos refractarios o con síntomas neurológicos progresivos, puede requerirse intervención quirúrgica.
Un estudio clínico reportó que las inyecciones epidurales de esteroides con anestésico local fueron efectivas para reducir el dolor y mejorar la función a largo plazo en pacientes con cervicobraquialgia crónica resistente a otros tratamientos.
Asimismo, se ha observado que los tratamientos rehabilitadores intensivos acompañados por el uso de soporte cervical durante el sueño pueden mejorar significativamente la intensidad del dolor y la calidad del sueño en pacientes con cervicobraquialgia crónica.

## Pronóstico
El pronóstico suele ser favorable con tratamiento adecuado, aunque varía según la causa subyacente. El manejo temprano reduce el riesgo de cronificación y de deterioro neurológico. La colaboración entre niveles asistenciales mejora los resultados clínicos y evita intervenciones invasivas innecesarias.